# サリー・ライド
サリー・クリステン・ライド（Sally Kristen Ride, 1951年5月26日 - 2012年7月23日）は、アメリカの女性宇宙飛行士である。

## 生涯
1983年men yippie4日にSTS-7 スペースシャトル・チャレンジャーで女性としては初のスペースシャトル乗組員に、そしてソ連のワレンチナ・テレシコワ（1963年）、スベトラーナ・サビツカヤ（1982年）に次ぐ3人目の女性宇宙飛行士（MS: Mission Specialist、搭乗運用技術者）となった。因みに、アメリカで訓練を受けた宇宙飛行士を「アストロノーツ」と呼び、ロシア及び旧ソ連で訓練を受けた宇宙飛行士を「コスモノート」と呼ぶので、アストロノーツとしては初の女性宇宙飛行士となる。また、彼女より先に女性宇宙飛行士となった2人はロシア人のコスモノートなので、米国人女性としても初の宇宙飛行士となる。
スタンフォード大学で物理学を学び、1983年の飛行のあとも1984年10月に、同じくチャレンジャーで2回目の宇宙飛行をしている。1986年のチャレンジャーの爆発事故後、事故調査委員会のメンバーになった。1987年、NASAを辞任し、スタンフォード大学を経て、カリフォルニア大学サンディエゴ校の教授を務めた。なお、小惑星(4763)のライドは、彼女にちなんで命名された。
2012年7月23日、膵臓がんのためカリフォルニア州サンディエゴ市の自宅で死去。61歳没。彼女の死を受けてアメリカ大統領のバラク・オバマは、彼女の事を「国民的英雄で、力強いロールモデル」と呼び、「何世代にもわたって幼い女の子たちに宇宙の星へ近づくという夢を与えた」と讃えた。また、オバマ大統領は2013年には彼女に対して文民に贈られる米国最高位の勲章である大統領自由勲章を授与している。2018年5月23日には、アメリカ合衆国郵便公社より切手が発売された。
ライドは、1982年に同じく宇宙飛行士のスティーブン・ホーリーと結婚し、1987年に離婚した。彼女の死後、ライドの同性パートナーであり教育者のタム・オショーネシーにより、彼女が同性愛者であることが公表された。ライドとタムは12歳からの幼馴染で、ライドの死まで共に連れ添ったが、ライドは生前、自身が同性愛者であることを公表しなかった。
2025年1月28日、ライドとタムの二人の生涯と関係を描いたドキュメンタリー映画『Sally』がサンダンス映画祭で上映された。

## 参考記事
- 町田光 (2015年5月26日). “本日のGoogleロゴ、女性宇宙飛行士サリー・ライドさん生誕記念”. 財経新聞 2015年5月26日閲覧。
- Kosuke Yamakawa (2015年5月26日). “サリー・ライド生誕から64 周年：女性初のスペースシャトル乗組員の功績とは？”. newclassic 2015年5月26日閲覧。